# Escaro
Escaro (katalanisch Escaró) ist eine französische Gemeinde mit 127 Einwohnern (Stand 1. Januar 2022) im Département Pyrénées-Orientales in der Region Okzitanien. Sie gehört zum Arrondissement Prades und zum Kanton  Les Pyrénées catalanes.

## Nachbargemeinden
Nachbargemeinden von Escaro sind Serdinya im Norden, Fuilla im Nordosten, Sahorre im Osten, Py im Süden, Nyer im Südwesten, Souanyas im Westen und Olette im Nordwesten.

## Bevölkerungsentwicklung
| Jahr      | 1962 | 1968 | 1975 | 1982 | 1990 | 1999 | 2013 |
| Einwohner | 315  | 164  | 92   | 82   | 102  | 84   | 121  |

## Sehenswürdigkeiten
- Romanische Kirche Saint-Martin (1930 zerstört)
- Kapelle Sainte-Christine (16. Jahrhundert)